# CGS Lambton
Il piroscafo Lambton è stato una nave progettata per il mantenimento di fari e navi-faro che operava per il governo canadese sui Grandi Laghi all'inizio del XX secolo.

## Storia
La Lambton venne costruita nel 1909 a Sorel, Québec, e prestò servizio per il Fisheries and Oceans Canada. Era lunga 33 m, larga 7,6 m e aveva un pescaggio di 4 m per una stazza lorda di 323 tsl.

### Scomparsa
Il 18 aprile 1922 lasciò Sault Sainte Marie, Ontario, con custodi dei fari di Île Parisienne, isola di Caribou e Michipicoten Harbour. Viaggiò attraverso la Whitefish Bay in compagnia di altre due navi, la Glennfinnan e la Glenlivet; qualche volta durante il giorno la Lambton e la Glennfinnan si scontrarono. La Lambton ruppe anche il suo timone e fu costretta a procedere con riparazioni improvvisate. Il giorno seguente, dopo che la Lambton si era allontanata a nord dalle altre due navi, una tempesta soffiò nell'area, con venti fino a 60 miglia all'ora (97 km/h). Dopo la tempesta, fu riferito che i fari che la Lambton avrebbe dovuto visitare non erano accesi e un rimorchiatore venne inviato a seguire la sua rotta per tentare di determinare la sua fine. Dopo quasi una settimana di ricerche trascorse senza alcun segno della nave, la Lambton fu dichiarata dispersa.